# 第9步兵旅 (以色列)
第9奧德步兵旅（希伯來語：‎）是以色列国防军的後備部隊，隸屬北方司令部 (以色列)，負責駐守與敍利亞的邊境。在1948年阿以戰爭中，它是哈加拿（以色列國防軍的前身）部署的十個旅之一。